# Castells i fortificacions del rei Eduard I a Gwynedd
Els castells i muralles del rei Eduard a Gwynedd al País de Gal·les estan inscrits en la llista del Patrimoni de la Humanitat de la UNESCO des del 1986.
El 1986, quatre castells relacionats amb el regnat d'Eduard I d'Anglaterra van ser proclamats conjuntament com a Patrimoni de la Humanitat, com a exemples vius de les fortificacions i arquitectura militar construïdes al segle xiii.

## Castells
| Codi    | Nom                              | Localitat  | Coordenades                                              |
| ------- | -------------------------------- | ---------- | -------------------------------------------------------- |
| 374-001 | Castell de Beaumaris             | Anglesey   | 53° 15′ 52.4″ N, 4° 5′ 23.8″ O / 53.264556°N,4.089944°O  |
| 374-002 | Castell i muralles de Caernarfon | Caernarfon | 53° 8′ 22.8″ N, 4° 16′ 36.7″ O / 53.139667°N,4.276861°O  |
| 374-003 | Castell i muralles de Conwy      | Conwy      | 53° 16′ 49.1″ N, 3° 49′ 31.4″ O / 53.280306°N,3.825389°O |
| 374-004 | Castell de Harlech               | Harlech    | 52° 51′ 38.4″ N, 4° 6′ 35.6″ O / 52.860667°N,4.109889°O  |